# Март Гельме
Март Гельме (нар. 31 жовтня 1949, Пярну, Естонія) — естонський публіцист, дипломат і політик. Колишній міністр внутрішніх справ (2019—2020). Голова Консервативної Народної партії Естонії (2013—2020).

## Освіта
Закінчив 2-у середню школу міста Пярну в 1968, а 1973 року історичний факультет Тартуського університету.

## Кар'єра
У молодості захоплювався музикою, був учасником студентського вокально-інструментального ансамблю «Fix» при Тартуському будинку культури, де грав на бас-гітарі та співав.
До 1992 працював виконавчим директором Спілки письменників Естонії.
1994 року почав працювати в Міністерство закордонних справ Естонської республіки, а 1995 року призначений президентом Леннартом Мері Надзвичайним і Повноважним послом Естонії в Російській Федерації.
Після закінчення акредитації 1999 року повернувся до Естонії та обіймав посаду заступника канцлера Міністерства закордонних справ з політики і преси.
1999 року вступив у Клуб консерваторів.
У 2003–2004 працював радником міністра сільського господарства.
У 2005–2009 — радник депутата Європарламенту Тунне Келам, з 2001 працював викладачем Міжнародного університету Audentes.
З 2009 — голова правління видавництва Kunst.
Март Гельме є головним редактором журналу «Maailma Vaade».
З 29 квітня 2019 до 9 листопада 2020 обіймав посаду міністра внутрішніх справ Естонії в другому уряді Юрі Ратаса.
У квітня 2013 очолив Консервативну народну партію Естонії.

## Сімейний стан
Рейн Гельме — брат Марта Гельме. Був одружений зі Сір'є Гельме.
У цьому шлюбі народилося троє дітей — донька Трійн Паппель і близнюки, син Мартін Гельме і донька Маарія Вайно.
Згодом одружився з Гелле-Монікою Гельме (Томінг). У цьому шлюбі народилося двоє дітей: 13 жовтня 2004 — донька Анна-Мартіна і 11 квітня 2000 — син Марк-Александер. Також в родині виховується син Моніки — Аап.
Марту Гельме належить панський будинок, миза Сууре-Ляхтру.

## Публіцистика

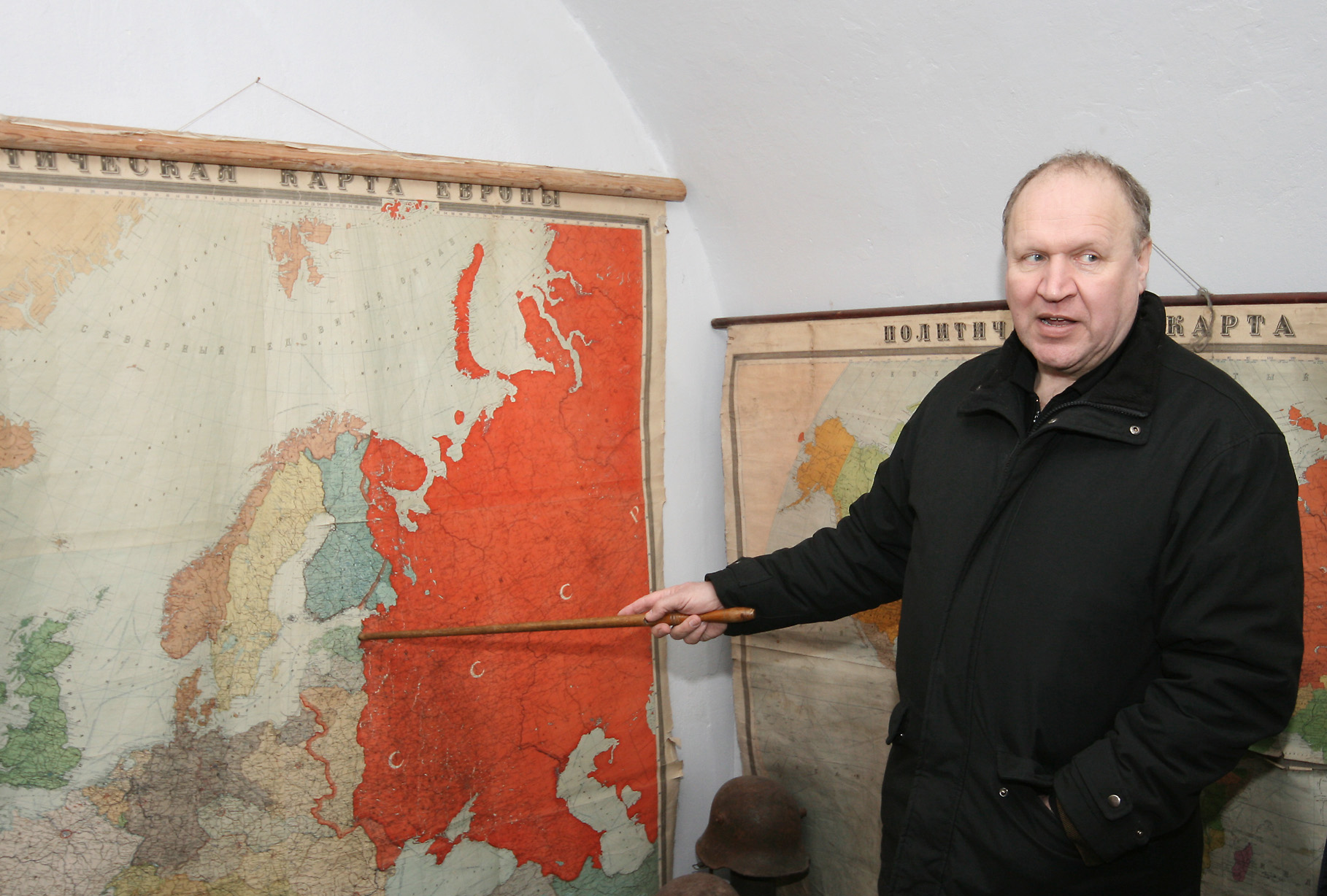
Гельме в 2008

Регулярно публікує антиросійські статті.
Деякі з них повторно публікуються в інших виданнях. Так, статтю, що вийшла 4 вересня 2008 року на DELFI.ee «Великий план Імперії Зла» 9 вересня того ж року передрукував сайт Кавказ-центр.

## Демонтаж пам'ятника Бронзовий солдат
Під час квітневої кризи 2007 року, пов'язаної з демонтажем пам'ятника Бронзовий солдат на площі Тинісмягі в Талліні, приєднався до тих, хто підписав відкритий лист на підтримку дій уряду Естонії, автором якого був викладач того ж університету Audentes Євген Цибуленко.

## Цитата
Естонія — прикордонна держава, а естонський народ — прикордонний народ, чиє існування протягом усього останнього тисячоліття перебувало під загрозою. Ми не можемо дозволити собі розкоші прикидатися дурнями за рецептами червоних професорів або лівих лібералів. Ми повинні бачити речі такими, якими вони є в реальності: Росію своїм споконвічним ворогом, критичну масу тутешніх російських п'ятою колоною Москви, а мультикультурних лібералів — такими, що ослаблюють і руйнують тіло нації.
Ми повинні бути завжди готові постояти за себе. Тому що це зараховується. А не базікання євротітоньок про розуміння і прощення.
Оригінальний текст:
Оригінальний текст (ест.)
Eesti on piiririik ja eesti rahvas piirirahvas, kelle olemasolu on kogu viimase aastatuhande jooksul olnud ohus. Meie ei saa endale lubada luksust punaprofessorite või vasakliberaalide retseptide kohaselt lolli mängida. Me peame nägema asju nii, nagu need reaalsuses on: Venemaad oma põlisvaenlasena, siinsete venelaste kriitilist massi Moskva viienda kolonnina ja multikulturalistlikke liberaale rahvuskehandi nõrgestajate ja lõhestajatena.
Ja peame olema aina valmis enda eest seisma. Sest see loeb. Mitte aga eurotädilik loba mõistmisest ja andestamisest.

## Книги та статті
- India Ašoka ajal: Auhinnatöö. Кафедра загальної історії ТГУ, Тарту, 1972.
- Kremli tähtede all. Таллінн, 2002. ISBN 9985-54-051-4
- Pronksiöö proloog: artiklite kogumik. Таллінн, 2007. ISBN 978-9949-437-04-7
- Kaks mõõka: Hiina juttude kogumik. Таллінн 2009. ISBN 978-9949-437-45-0

### Список статей
- Muutuv NATO, muutuv Põhjala [недоступне посилання з Декабрь 2019] — Eesti Päevaleht, 22 листопада 2002
- Venemaa hingab endiselt kuklasse — Postimees, 2 липня 2004
- Eesti välispoliitika: viletsus, ei mingit hiilgust [недоступне посилання з Июнь 2019] — Sirp, 6 червня 2005
- Millest räägib punane särgike [недоступне посилання з Июнь 2019] — Sirp, 7 жовтня 2005
- Kurjuse impeeriumi taassünd — Delfi.ee, 22 січня 2007
- Puhka rahus, Boriss Nikolajevitš Jeltsin! — Eesti Päevaleht Online, 24 квітня 2007
- Eesti süü on iseseisvumises [недоступне посилання з Июнь 2019] — Sirp, 4 травня 2007
- Venemaa tavarelvastusleppest taganemine oli hitlerlik samm — Eesti Päevaleht Online 16 червня 2007
- Parim kaitse on rünnak — Delfi, 5 липня 2007
- Sotside kapitulatsioon [Архівовано 17 грудня 2011 у Wayback Machine.] — Delfi, 13 серпня 2007
- Saakašvili saba raiutakse jupikaupa — Eesti Päevaleht Online ,, 9 липня 2009
- Mart Helme toob tagasi aatelisuse [Архівовано 20 липня 2020 у Wayback Machine.] — Kultuur ja Elu, березень / 2002
- Aatemees Moskvas [недоступне посилання з Июнь 2019] — Eesti Ekspress 19 лютого 2003
- Helme: EL vanad riigid müüks Eesti maha — Delfi, 17 травня 2007
- Helme võrdleb praegust Venemaad 1930ndate Saksamaaga — Postimees 03 серпня 2007
- TV3 video: Mart Helme avaldas artiklikogumiku Venemaast — Postimees Online, 24 серпня 2007
- Март Гельме в передачі «Kukul külas», 16 березня 2003 року, I частина, II частина